# 러스티 러셀
폴 "러스티" 러셀(Paul "Rusty" Russell, 1973년 1월~)은 오스트레일리아 국적의 컴퓨터 프로그래머이다. 리눅스 커널의 넷필터(netfilter)를 개발하였다.